# Take the Box
Take the Box è un singolo della cantautrice inglese Amy Winehouse, pubblicato nel 2004 dalla Island Records ed estratto dall'album Frank.

## Il disco
La canzone è il singolo estratto da Frank che ha avuto più successo, arrivando alla 57ª posizione della Official Singles Chart. Il singolo contiene un inedito come b-side: Round Midnight. Il testo parla della fine di una relazione con un ragazzo che cambia carattere.

## Il video
Il video, molto semplice mostra la cantante che suona una chitarra su di uno sfondo con delle strobe lights o palle strobo tipicamente anni settanta.

## Tracce

### CD
(CID 840; Released: 12 January 2004)
1. "Take the Box"
2. "Round Midnight"
3. "Stronger Than Me" (Live)

### CD promo
(CIDDJ 840; Released: 2004)
1. "Take the Box" - 3:19

### 12"
(12 IS 840; Released: 2004)
Lato A
1. "Take the Box" (Seiji's Buggin' Mix)

Lato B
1. "Take the Box" (The Headquarters Mix)

### 12" promo
(12 ISX 840 DJ; Released: 2004)
Lato A
1. "Take the Box" (Seiji's Buggin' mix)

Lato B
1. "Take the Box" (Seiji's Buggin' rub)
2. "Take the Box" (The Headquarters mix)

## Classifica
| Classifica (2004) | Posizione massima |
| ----------------- | ----------------- |
| Regno Unito       | 57                |